# Рейн-Гунсрюк (район)
Рейн-Гунсрюк (нім. Rhein-Hunsrück) — район у Німеччині, у складі федеральної землі Рейнланд-Пфальц. Адміністративний центр — місто Зіммерн.

## Населення
Населення району становить 103 401 осіб (станом на 31 грудня 2020).

## Адміністративний поділ
Район складається з 136 міст і громад (нім. Gemeinden), об'єднаних в 6 об'єднань громад (нім. Verbandsgemeinden), а також самостійного міста, що не входить до складу жодного з об'єднань громад.
Дані про населення наведені станом на 31 грудня 2020. Зірочками (*) позначені центри об'єднань громад.
Самостійне місто:
| - 1. Боппард (15369) |

| Об'єднання громад: - 1. Еммельсгаузен 1. Баденгард (136) 2. Біккенбах (354) 3. Біркгайм (148) 4. Бойліх (482) 5. Гальзенбах (1287) 6. Гаусбай (208) 7. Гондерсгаузен (1269) 8. Гунгенрот (256) 9. Дерт (511) 10. Еммельсгаузен (місто) * (4967) 11. Карбах (646) 12. Кратценбург (394) 13. Лінгеран (515) 14. Ляйнінген (718) 15. Майсборн (133) 16. Мермут (239) 17. Морсгаузен (359) 18. Мюльпфад (68) 19. Най (366) 20. Нідерт (118) 21. Норат (480) 22. Пфальцфельд (608) 23. Терлінген (144) 24. Утценгайн (112) 25. Шваль (320) - 2. Кастеллаун 1. Альтеркюльц (384) 2. Бель (Гунсрюк) (1426) 3. Бельтгайм (1967) 4. Браунсгорн (629) 5. Бух (821) 6. Гассельбах (225) 7. Геденрот (480) 8. Гольніх (308) 9. Доммерсгаузен (1094) 10. Кастеллаун (місто) * (5519) 11. Корвайлер (76) 12. Лар (180) 13. Мастерсгаузен (969) 14. Мерсдорф (620) 15. Міхельбах (196) 16. Рот (254) 17. Улер (352) 18. Цильсгаузен (293) 19. Шпезенрот (149) | - 3. Кірхберг (Гунсрюк) 1. Бельг (116) 2. Беренбах (462) 3. Бюхенбойрен (1758) 4. Валенау (193) 5. Вомрат (184) 6. Воппенрот (237) 7. Вюрріх (151) 8. Діккеншид (714) 9. Діллендорф (572) 10. Діль (199) 11. Гайнценбах (416) 12. Ган (197) 13. Геккен (104) 14. Гельвайлер (220) 15. Гемюнден (1296) 16. Генау (145) 17. Гіршфельд (Гунсрюк) (272) 18. Зорен (3193) 19. Зоршид (118) 20. Каппель (455) 21. Кірхберг (Гунсрюк) (місто) * (3984) 22. Клуденбах (125) 23. Лаутценгаузен (391) 24. Лауферсвайлер (812) 25. Лінденшид (185) 26. Майцборн (104) 27. Метценгаузен (98) 28. Нідер-Костенц (169) 29. Нідервайлер (397) 30. Нідерзорен (441) 31. Обер-Костенц (237) 32. Раферсбойрен (119) 33. Редельгаузен (125) 34. Редерн (187) 35. Реккерсгаузен (354) 36. Рорбах (178) 37. Тоденрот (65) 38. Унценберг (399) 39. Шварцен (135) 40. Шліршид (175) - 4. Райнбеллен 1. Аргенталь (1668) 2. Бенцвайлер (208) 3. Діхтельбах (620) 4. Еллерн (Гунсрюк) (906) 5. Ербах (276) 6. Кіссельбах (572) 7. Лібсгаузен (498) 8. Мершбах (343) 9. Райнбеллен (місто) * (4103) 10. Рісвайлер (758) 11. Шнорбах (259) 12. Штайнбах (Гунсрюк) (132) | - 5. Занкт-Гоар-Обервезель 1. Вібельсгайм (520) 2. Дамшейд (665) 3. Занкт-Гоар (місто) (2768) 4. Лаудерт (434) 5. Нідербург (671) 6. Обервезель (місто) * (2804) 7. Першейд (339) 8. Урбар (713) - 6. Зіммерн/Гунсрюк 1. Альтвайдельбах (263) 2. Бельгвайлер (206) 3. Бергенгаузен (120) 4. Біберн (293) 5. Бубах (244) 6. Буденбах (188) 7. Вальбах (178) 8. Вюшгайм (294) 9. Гольцбах (538) 10. Горн (350) 11. Заргенрот (436) 12. Зіммерн (місто) * (7860) 13. Кайдельгайм (338) 14. Клостеркумбд (274) 15. Кюльц (Гунсрюк) (468) 16. Кюмбдхен (506) 17. Лаубах (425) 18. Менгершид (710) 19. Муттершид (470) 20. Наннгаузен (614) 21. Нідеркумбд (297) 22. Ноєркірх (304) 23. Ольвайлер (323) 24. Оппертсгаузен (117) 25. Пляйценгаузен (299) 26. Раєршид (98) 27. Райх (335) 28. Рафенгірсбург (317) 29. Рігенрот (228) 30. Тіфенбах (746) 31. Фронгофен (227) 32. Шенборн (276) |